# Baksan (řeka)
Baksan nebo Azau (rusky Баксан nebo Азау) je řeka na severním Kavkaze v Kabardsko-balkarské republice v Rusku. Je 173 km dlouhá. Povodí má rozlohu 6800 km².

## Průběh toku
Pramení z ledovců v oblasti Elbrusu. Na horním toku má charakter horské řeky. Na dolním toku teče po rovině. Ústí zprava do Malky (povodí Těreku).

## Vodní stav
Zdrojem vody jsou ledovce, tající sníh a podzemní voda.

## Využití
Na řece leží města Tyrnyauz, Baksan. Byla na ní vybudována Baksanská vodní elektrárna. Na horním toku řeky a jejích přítocích se nacházejí alpinistické a turistické chaty.